# Síndrome del iris flácido intraoperatorio
El síndrome del iris flácido intraoperatorio (siglas en inglés IFIS) es un conjunto de alteraciones del iris que se presentan solo durante la extracción de la catarata en ciertos pacientes que toman o han tomado tamsulosina u otros medicamentos antagonista alfa 1 de la misma familia farmacológica. Como consecuencia se dificultan esta intervención y pueden producirse complicaciones.

## Etiología
El síndrome del iris flácido intraoperatorio se asocia principalmente con la toma de alfa bloqueantes uroselectivos que actúan relajando la vejiga y el músculo liso prostático. Estos fármacos son prescritos ampliamente para los síntomas urinarios asociados con la hiperplasia benigna de próstata; el que se ha visto más implicado en el IFIS es la tamsulosina. Además relajan el músculo dilatador del iris a través de sus fibras nerviosas postsinápticas, se produce una atrófia del músculo. 
Ocasionalmente otros alfa bloqueantes uroselectivos se han implicado: alfuzosina, y bunazosina (Japón); o no selectivos: doxazosina.
Pueden complicar el IFIS otras causas de pupila pequeña, pero no son causa de IFIS, enfermedades:
- Oculares: las sinequias (adherencias), la pseudoexfoliación.
- Sistémicas: diabetes e hipertensión arterial.

## Clínica
Este síndrome se caracteriza por:
- Usual falta de midriasis (dilatación de la pupila) preoperatoria.
- Iris fláccido que undula con la irrigación intraocular, con una propensión para este iris blando al prolapso (salida parcial) hacia las incisiones que se realizan.
- Disminución pupilar progresiva.

No se asocia la severidad del síndrome a la duración del tratamiento con tamsulosina.
El IFIS dificulta la intervención, pudiendo ser causa de complicaciones quirúrgicas: 
- Traumatismo en el iris: aspiración del iris por el faco (instrumento de extracción de la catarata) o la punta de irrigación-aspiración, iridodiálisis (desgarro del iris); con hifema (derrame hemático en la cámara anterior).
- Ruptura de la cápsula posterior (que separa el cristalino del vítreo).
- Diálisis (desgarro) de la zónula (las fibras que sostienen al cristalino y su cápsula).
- Pérdida del vítreo.

## Tratamiento
La supresión del medicamento no tiene efecto.
Hay varios tratamientos, para evitar la clínica y las complicaciones:
- Preoperatoriamente:
  - Atropina (midriático) tópica (en gotas).

- Durante la intervención:
  - Inyección de midriáticos intracamerales (en la cámara anterior del ojo).
  - Viscoelásticos intracamerales (como unas gelatinas que evitan el "traumatismo" de la irrigación-aspiración).
  - Dispositivos de expansión (dilatación) mecánica de la pupila (ganchos y anillos).